# Гронский, Владимир Петрович
Владимир Петрович Гро́нский (укр. Гронський Володимир Петрович; р. 1954) — советский и украинский композитор, Заслуженный деятель искусств Украины (2008), лауреат Национальной премии Украины имени Тараса Шевченко (1996).

## Биография
Родился 26 декабря 1954 года в Чирчике (ныне Ташкентская область, Узбекистан). Окончил КГК имени П. И. Чайковского (1982, класс Г. И. Майбороды и Г. Ляшенко).
Автор симфонических поэм, струнных квартетов, балетных сюит, песен и музыки к драматическим спектаклям и кинофильмам («Укртелефильм», Киевская киностудия имени А. Довженко).

## Композиторская фильмография
1. 1987 — Цыганка Аза
2. 1989 — Хочу сделать признание
3. 1990 — Ведьма
4. 1991 — Грех
5. 1991 — Последний бункер
6. 1992 — Господи, прости нас, грешных
7. 1992 — Иван и кобыла
8. 1992 — Четыре листа фанеры
9. 1993 — Западня
10. 1993 — Фучжоу
11. 1993 — Преступление со многими неизвестными
12. 1994 — Записки курносого Мефистофеля
13. 1995 — Атентат. Осеннее убийство в Мюнхене
14. 1995 — Гелли и Нок
15. 1995 — Остров любви (фильмы 1, 3, 5, 9, 10)
16. 1997 — Приятель покойника
17. 1997 — Седьмой маршрут
18. 2000 — Непокорённый
19. 2002 — Под крышами большого города
20. 2002 — Право на защиту
21. 2002 — Прощание с Каиром
22. 2004 — Железная сотня
23. 2005 — Братство
24. 2008 — Владыка Андрей
25. 2009 — День побеждённых
26. 2011 — Тот, кто прошёл сквозь огонь

## Признание и награды
- Национальная премия Украины имени Тараса Шевченко (1996) — за сериалы художественных телевизионных фильмов «Западня» (1993) и «Преступление со многими неизвестными» (1993) производства студии «Укртелефильм»
- заслуженный деятель искусств Украины (2008)